# Kraljevina Butan
Butan, službeno Kraljevina Butan (dzongkha: Druk Yul, Zemlja Zmaja) je država u južnoj Aziji bez izlaza na more. Nalazi se u planinskom lancu Himalaja (najviši vrh je Kula Kangri, 7554 m). Na sjeveru graniči s Kinom, na jugu s Indijom s kojom je gospodarski povezan. Budizam je državna religija i pripada mu većina stanovništva.

## Zemljopis
Oblik površine Butana obilježen je Himalajom. Više od 80 % zemlje leži na visini iznad 2000 m nadmorske visine. 
U zemlji postoje tri različita krajolika. Na jugu, uz granicu s Indijom proteže se dolina Duar, uski pojas koji je zapravo ogranak ogromne nizine Gangesa i Brahmaputre. Od 2000 do 3000 m visoki obronci Himalaja su glavno područje naseljavanja u Butanu. Uz granicu s Kinom proteže se regija visokih planina Lunana. Vrh Gangkhar Puensum visok je 7541 m i najveći vrh na svijetu je na koji još nikada nije stupila ljudska noga, jer je penjanje zabranjeno zbog svetosti vrha za lokalno stanovništvo. Više od dvije trećine kraljevine pokriveno je šumama, a 42 % površine zemlje je zaštićeno kao nacionalni parkovi, rezervati i sl.

## Klima
Klima je u Butanu po pojedinim područjima vrlo različita. Dok na jugu vlada suptropska odnosno tropska klima, u dolinama središnjeg Butana vlada umjerena klima s hladnim zimama i vrućim ljetima. U planinama su zime izrazito oštre a ljeta hladna. Za vrijeme kišnog razdoblja posebno u južnim područjima skoro redovno dolazi do poplava.

## Stanovništvo
Stanovništvo Butana sastoji se od tri grupe: u zapadnom planinskom dijelu živi narod Ngalong ili Ngalop koji je došao u srednjem vijeku iz Tibeta i toj etniji pripada i kraljevska obitelj. U istočnim planinskim predjelima živi narod Sharchop koji je etnički blizak brdskim plemenima sjeveroistočne Indije. Te dvije grupe stanovništva su međusobno bliske zbog svoje pripadnosti budizmu. Treća grupa živi u dolini uz indijsku granicu, to su Lhotshampa koji govore nepalski, ime im znači južni Butanci a došli su iz Nepala. Sve tri navedene grupe kolektivno se nazivaju Drukpas. Nepalci su se počeli naseljavati na jugu Butana od kraja 19. stoljeća, i to u početku s pristankom vlade koja je trebala dodatnu radnu snagu. 1958. godine su granice zatvorene. Zakon o državljanstvu iz iste godine otvorio je Nepalcima stalno nastanjenim u južnom Butanu mogućnost da dobiju formalno državljanstvo Butana. Međutim, i nakon 1958. se nastavilo doseljavanje posebno iz gusto naseljenog Nepala, ali i iz Indije.
Popis stanovništva proveden 1980. pokazao je, da se udio nepalskog stanovništva povećao na više od 50 %. To je u vladajućim slojevima Butanaca izazvalo strah za postojeći tradicionalni tibetansko-budistički identitet i kulturu Butana, a osim toga i bojazan, da bi monarhija mogla biti ugrožena grupama nepalskog stanovništva koje su sa sobom donijele i neke demokratske tradicije.
Promjenom zakona o državljanstvu s retroaktivnim djelovanjem, 1985. godine su svi stanovnici Butana podrijetlom iz Nepala morali dokazati da su imali stalni boravak u Butanu prije 1959. godine. 
Od 1988. Vlada provodi izraženu politiku kulturne asimilacije. Ta politika nazvana i "butanizacija" sastoji se u pojačanom insistiranju na osnovama na kojima počiva država prema "tsa wa sum" (jedinstvo tri elementa, kralj, vlada i kraljevina) i nametanja obaveze kulturne asimilacije naslonjene na tradiciju Ngalonga, a sastoji se u naredbi preuzimanja kodeksa ponašanja vladajuće grupe, nošenja tradicionalne odjeće Butanaca kao i proglašenje jezika Ngalong službenim jezikom. 
Iza toga je došlo do značajnih nemira u južnom Butanu na koje je vlada reagirala pojačanim djelovanjem vojske i policije. Od polovine 1991. je počela kampanja zastrašivanja i izgona uz tvrdnju da se radi o ljudima koji nisu državljani odnosno ne mogu dokazati državljanstvo Butana, ili iznudom izjave o "dobrovoljnom" iseljenju. Veliki dio pripadnika nepalske etničke skupine, njih oko 100.000, je pobjegao u Nepal gdje žive u izbjegličkim logorima.

### Najveći gradovi
Najveći gradovi su (stanje 1. siječnja 2005.): Thimphu (69.083 stanovnika) i Phuntsholing (17.043 stanovnika).

### Religija
Državna religija (75 %) je vajrayana budizam. Pored budističke filozofije, u Butanu se udomaćio i hinduizam, prije svega preko nepalskih imigranata (25 %).
Osnivanje države Butan u 17. stoljeću je usko povezano s budizmom. Osnivač je bio jedan redovnik (Shadbrung Nawang Namyal) iz samostanskog reda Drukpa-Kagyü u Tibetu. Gradnja samostanskih utvrda u Butanu služila je obrani od rivalizirajućeg samostanskog reda Gelupka koji je opetovano pokušavao svoju političku moć proširiti i na Butan. 
U okviru samostanske reforme samostani Drukpa izgubili su svoje zemljišne posjede koji su podijeljeni seljacima-bezzemljašima. Egzistencija samostana osigurana je iz državnog proračuna. U Narodnoj skupštini osigurano je 15 mjesta za predstavnike klera koje određuje budistički gremij. Duhovni vođa samostanskog reda Drukpa je Je Khenpo koji uz kralja uživa visoki položaj u političkom sustavu Butana.

## Povijest
O povijesti prvobitnih stanovnika Butana, Thepua, nema pisanih tragova. Poznato je, da su u 8. stoljeću indijski misionari donijeli budizam u do tada hinduističku feudalnu kneževinu koja je u sljedećem stoljeću dospjela pod tibetansku vlast. Indijsko-hinduistički utjecaj nasilno je uklonjen, a budizam u obliku tibetanskog lamaizma proglašen u 12. stoljeću državnom religijom. Tada su sagrađeni brojni samostani koji su postali osloncem feudalnog društva. Iz mješavine starosjedilačkog naroda Thepu i Tibetanaca razvio se narod Bhotija.
Godine 1557. je Pema Karpo (1527. – 1592.) (plemenski knez Bhotija) prigrabio vlast i dokazao se u žestokim borbama s Tibetancima. Nakon njegove smrti podijeljena je vlast u državi formalnu između duhovnog i svjetovnog poglavara, ali je praktično bila u rukama lama. Oni su postavljali činovnike (Pönlop) koji su se brinuli za utjerivanje poreza od seljaka i provodili sudbenu vlast. Između različitih feudalnih moćnika dolazilo je neprekidno do borbi i rivaliteta u koje su se iz Tibeta miješali kako Dalaj Lama tako i Pančen Lama.
Shabdung Nawang Namgyal (1594. – 1651.) za vrijeme je svoje vladavine uspio 1616. ujediniti do tada neovisne kneževine u teokratsku državu. Taj religiozni dostojanstvenik rođen u Tibetu smatra se osnivačem butanske države i ocem njenog identiteta. Uspio je objediniti sve regije zemlje i organiziranjem pismom upravljane države položio temeljni kamen današnjeg butanskog društva. Država je dobila ime koje i danas koristi Druk Yul (Zemlja Zmaja). Poslije smrti Shabdung Nawang Namgyal-a niz lokalnih vladara je pokušalo dočepati se centralne vlasti, i izbio je niz građanskih ratova.
Kako bi ojačao svoju vlast, 1767. je Deb Radža Judhur priznao kineski suverenitet. 1772. je počeo gotovo stogodišnji granični konflikt između britanske istočnoindijske kompanije i Butana. Nakon osvajanja Asama (jedna od indijskih saveznih država koja graniči s Butanom) 1826. godine, britanska kolonijalna sila htjela je uzeti pod svoju kontrolu granične planinske prijevoje pa je 1864. i 1865. okupirala odgovarajuća područja Butana. Uz britansku podršku Ugyen Wangchuk preuzima vlast 1895. a 1910. je izabran za kralja i uvodi nasljedno dinastičko pravo (osnivač dinastije Wangchuk). Ugovorom iz 1910. Velika Britanija formalno priznaje Butanu neovisnost, ali zadržava kontrolu nad vanjskom politikom.
8. kolovoza 1949. Butan i Indija sklapaju ugovor o prijateljstvu prema kojem Indija brine o vanjskim poslovima Butana, i pruža Butanu pomoć u razvoju (gradnja cesta i elekrtičnih centrala). Nezadovoljni umjerenim reformama kralja Jigme Dorje Wangchuka(Vladao 1952. – 1972.) grupa časnika i činovnika skovala je urotu i ubila predsjednika 5. travnja 1964. i pokušala atentat na kralja 1. kolovoza 1965. godine.
U studenom 1964. kralj je preuzeo svu vlast u zemlji. Parlament koji postoji od 1953. godine dobiva 1968., kad je Butan postao ustavna monarhija, određene zakonodavne ovlasti. Kraljevski Savjet i Savjet ministara čine izvršnu vlast. Političke stranke su zabranjene. Za vrijeme kralja Jigme Dorje Wangchuka ograničuju se pravalama i počinju mjere za ukidanje feudalizma (ukidanje kmetstva, pripreme za zemljišnu reformu ograničavanjem veličine posjeda veleposjednika na 120 hektara, petogodišnje planiranje, razvijanje obrazovnog sistema, davanje građanskih prava stanovništvu nepalskog podrijetla). Potpuno državno priznanje Butan dobiva primanjem u UN 12. veljače 1971. usprkos tome što je već puno ranije imao potpunu vlastitu državnost.
Nakon smrti Jigme Dorje Wangchuka novi je kralj postao prijestolonasljednik Jigme Singye Wangchuk. Krunidbeno slavlje zasjenio je pokušaj atentata na kralja od strane Tibetanaca koji žive u egzilu u Butanu. 1981. uslijedio je izgon Tibetanaca koji su odbili uzeti butansko državljanstvo. Politički otpor protiv zakona o državljanstvu iz 1984. doveo je 1990. do ozbiljnih nemira na jugu zemlje i protjerivanja više od 100.000 nepalskih Butanaca s juga Butana u Nepal. U kolovozu 1998. kralj Jigme Singye Wangchuk protiv volje parlamenta ograničava svoje ovlasti i stavlja se pod njegov autoritet.

## Vanjske poveznice
- Butanska vlada  Arhivirana inačica izvorne stranice od 30. prosinca 2005. (Wayback Machine)

Sestrinski projekti
|  | Zajednički poslužitelj ima stranicu o temi Kraljevina Butan    |
|  | Zajednički poslužitelj ima još gradiva o temi Kraljevina Butan |
|  | Wječnik ima rječničku natuknicu Butan                          |